# Takehara (Hirošima)

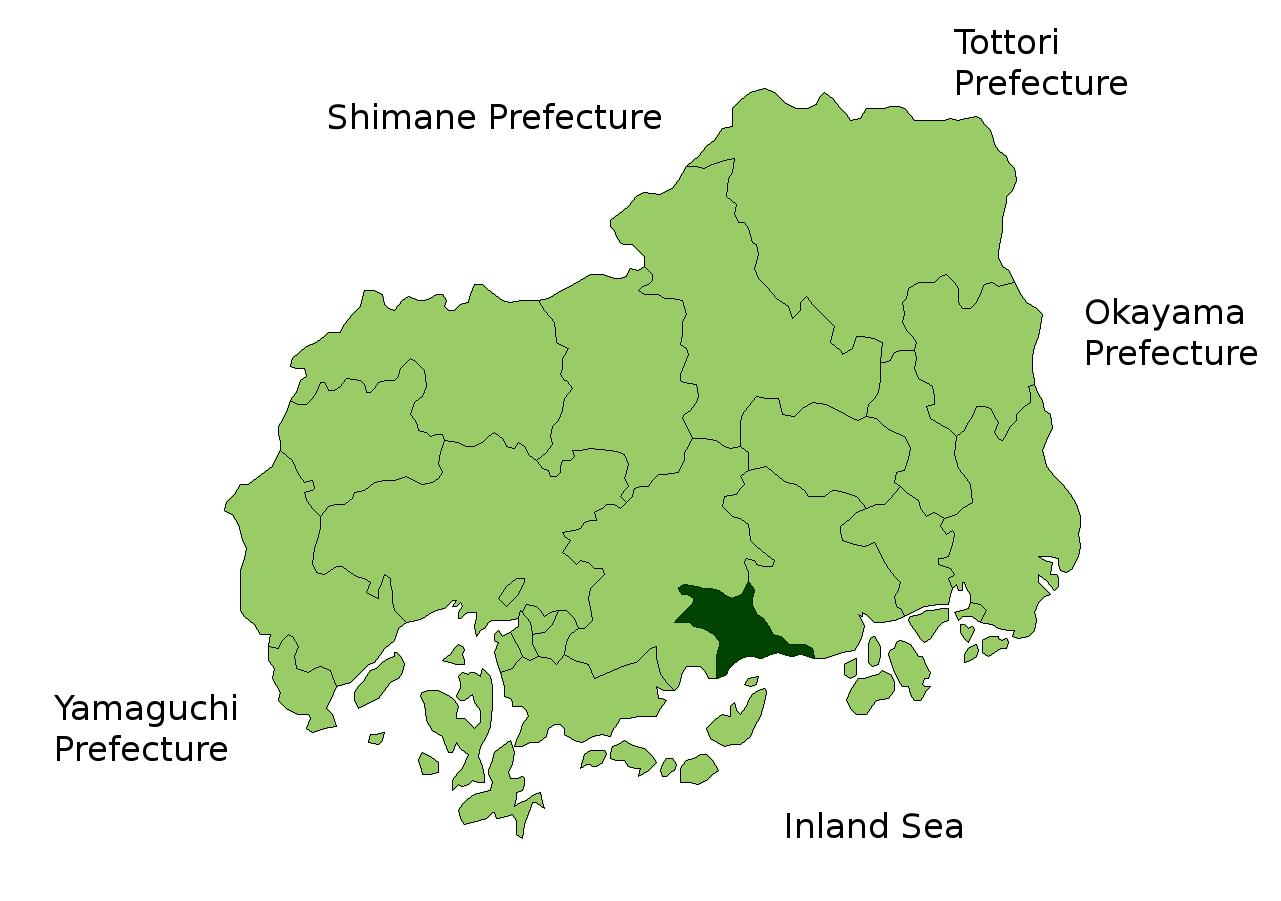
Poloha města Takehara na mapě prefektury Hirošima

Takehara (japonsky: 竹原市; Takehara-ši) je japonské město ležící v prefektuře Hirošima.
Město (市, ši) vzniklo 3. listopadu 1958.
K 1. srpnu 2006 mělo 30 882 obyvatel a celkovou rozlohu 118,30 km².